# Ázsiai–csendes-óceáni filmfesztivál
Az ázsiai–csendes-óceáni filmfesztivál (Asia-Pacific Film Festival) egy évente megrendezett filmfesztivál, melyet 1954 óta tartanak Ázsia valamely városában. A filmfesztivál során Ázsia és a Csendes-óceán országaiban készült filmek és filmkészítők legjobbjait díjazzák.

## Kategóriák
- Legjobb film
- Legjobb rendező
- Legjobb színész
- Legjobb színésznő
- Legjobb férfi mellékszereplő
- Legjobb női mellékszereplő
- Legjobb forgatókönyv
- Legjobb operatőr
- Legjobb vágó
- Legjobb hang
- Legjobb filmzene
- Legjobb díszlet
- Legjobb dokumentumfilm
- Legjobb animációs film

## Részt vevő országok
- Ausztrália
- Grúzia
- Hongkong
- Indonézia
- India
- Irán
- Japán
- Dél-Korea
- Kuvait
- Malajzia
- Új-Zéland
- Fülöp-szigetek
- Kínai Köztársaság
- Oroszország
- Szingapúr
- Thaiföld
- Üzbegisztán
- Vietnám